# Manuel Baum
Manuel Baum (Landshut, 30 agosto 1979) è un allenatore di calcio ed ex calciatore tedesco, di ruolo portiere.

## Statistiche

### Allenatore
Aggiornato al 14 ottobre 2017
| Unterhaching | 4 gennaio 2014   | 20 marzo 2014 | 8  | 1  | 1  | 6  | 12,50 | [ 1 ] |
| Augusta      | 14 dicembre 2016 | Presente      | 29 | 9  | 9  | 11 | 31,03 | [ 2 ] |
| Total        | Total            | Total         | 37 | 10 | 10 | 17 | 27,03 | —     |